# Jo Ritzen

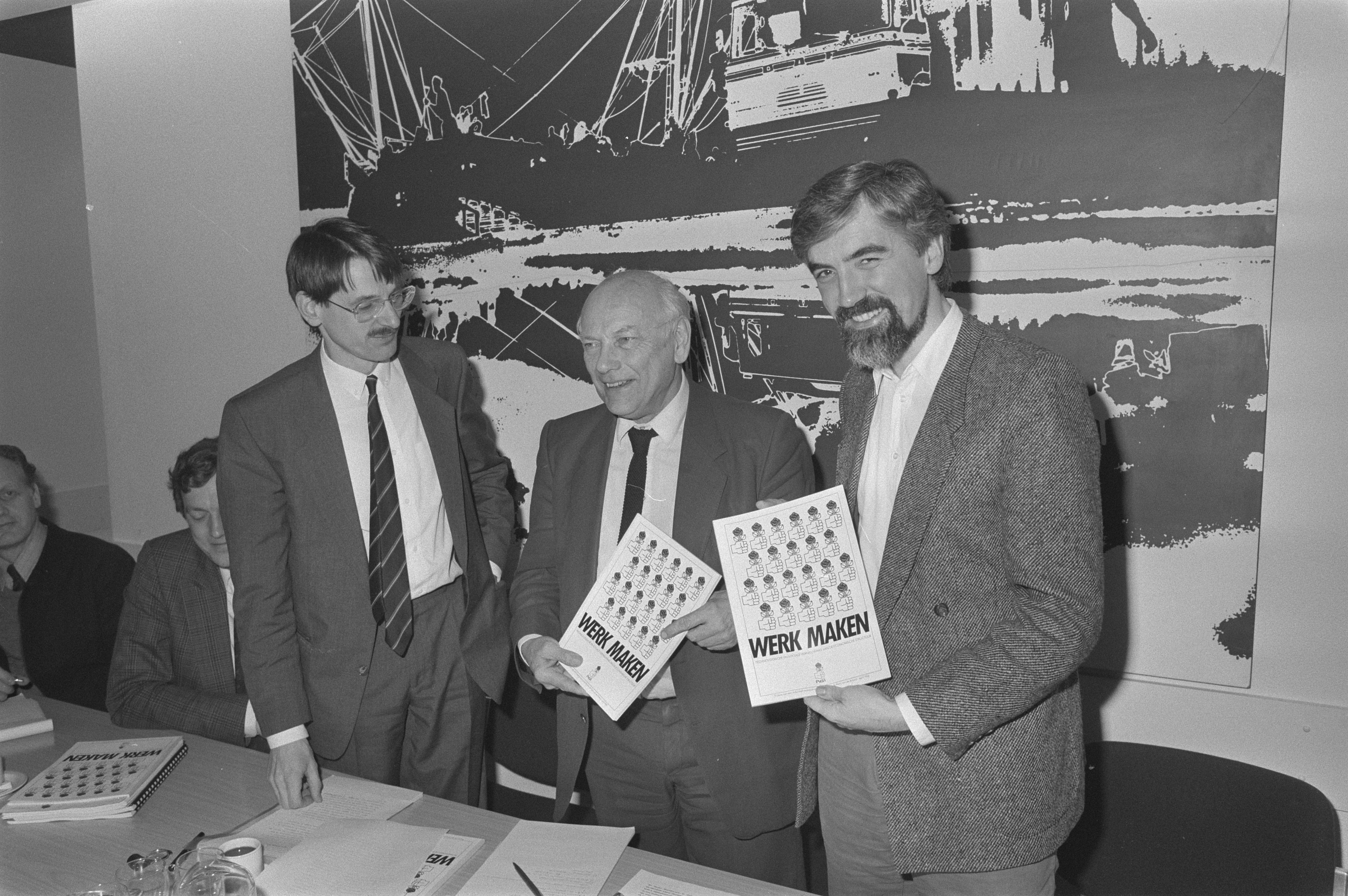
Ritzen (links) met Joop den Uyl en Max van den Berg in 1986

Jozef Maria Mathias (Jo) Ritzen (Heerlen, 3 oktober 1945) is een Nederlands econoom en voormalig sociaaldemocratisch politicus.

## Opleiding
Ritzen slaagde in 1963 voor het gymnasium B van het Grotius College en ging naar Delft, waar hij lid werd van de studentenvereniging Virgiel; in 1970 voltooide hij een ingenieursopleiding in de technische natuurkunde aan de Technische Hogeschool Delft, nu Technische Universiteit Delft hetende. Hij promoveerde in 1977 aan de Erasmus Universiteit Rotterdam met een dissertatie over onderwijs, economische groei en inkomensverdeling.

## Werkzaamheden
Voor zijn ministerschap had Ritzen aanstellingen aan de Erasmus Universiteit (hoogleraar Openbare financiën), de Katholieke Universiteit Nijmegen (voorganger van de Radboud Universiteit) en aan de Universiteit van Californië - Berkeley.
In 1989 werd hij namens de Partij van de Arbeid minister van Onderwijs en Wetenschappen in het Kabinet-Lubbers III. In datzelfde kabinet was hij in 1994 nog een maand minister van Welzijn, Volksgezondheid en Cultuur. Bij het aantreden van het Kabinet-Kok I datzelfde jaar werd hij minister van Onderwijs, Cultuur en Wetenschappen.
Als minister was hij verantwoordelijk voor de invoering van de OV-studentenkaart in 1990, en de invoering van de prestatiebeurs in 1996. Hij kreeg daarbij te maken met fel studentenverzet georganiseerd door de LSVb.
Na zijn ministerschappen werd hij een van de dertig vicepresidenten van de Wereldbank. In 1998 verscheen De minister - een handboek bij uitgeverij Bert Bakker, waarin Ritzen met praktijkvoorbeelden en anekdotes vertelde hoe een minister in de politieke praktijk moet opereren. Hij verhaalde zodoende ook over zijn eigen tijd als minister en de Nederlandse politieke wereld van de jaren 1990. In 2003 werd hij voorzitter van het College van Bestuur van de Universiteit Maastricht (UM) en daar begon hij in 2007 aan een tweede termijn, die in februari 2011 eindigde. Als reden dat hij geen derde termijn bij de Maastrichtse universiteit ambieerde, gaf Ritzen in mei 2010 op dat hij zich verkiesbaar wilde stellen voor de Europese Parlementsverkiezingen in 2014. Als blijvende herinnering aan zijn verbondenheid met de UM werd de Professor Jo Ritzen Beurs ingesteld, bedoeld voor eerste generatie-studenten (waarvan de ouders geen universitaire of HBO-opleidingen hebben genoten) met de Belgische, Luxemburgse of Franse nationaliteit (waarmee de historische verbondenheid van de stad Maastricht met de Franse taal en cultuur wordt benadrukt).
In februari 2011 was hij initiatiefnemer van Vibrant Europe Forum, een transnationale beweging vanuit bestaande Europese progressieve partijen, die bij die verkiezingen met een gezamenlijke lijst wilde uitkomen. Per februari 2011 is hij Senior Advisor Policy bij IZA, een arbeidsinstituut in Duitsland. Hij is ook voorzitter van het Conflict and Education Learning Laboratory. Deze stichting zonder winstoogmerk zet zich in voor een internationale overeenkomst om stereotypen in schoolboeken te verminderen en is geregistreerd in Nederland. Van 2015 tot en met 2019 was Ritzen tevens voorzitter van de Stichting Vrienden van Museum Het Ursulinenconvent - Internationaal Museum voor Familiegeschiedenis te Eijsden; vanaf 2019 is hij conservator Maatschappelijk Debat en Maatschappelijke Ontwikkelingen in dit museum.